# Fraseroscyphus sinuosus
Fraseroscyphus sinuosus är en nässeldjursart som beskrevs av John Fraser 1948. Fraseroscyphus sinuosus ingår i släktet Fraseroscyphus och familjen Sertulariidae. Inga underarter finns listade i Catalogue of Life.